# (37584) Schleiden
(37584) Schleiden ist ein Asteroid des Hauptgürtels, der am 10. Oktober 1990 von den deutschen Astronomen Freimut Börngen und Lutz D. Schmadel an der Thüringer Landessternwarte Tautenburg (IAU-Code 033) im Tautenburger Wald in Thüringen entdeckt wurde.
Benannt wurde er am 26. Mai 2002 nach dem deutschen Botaniker Matthias Jacob Schleiden (1804–1881), der als Professor in Jena das Mikroskop in Forschung und Lehre einsetzte und als erster Botaniker feststellte, dass die verschiedenen Teile der Pflanzen aus Zellen bestehen. Zusammen mit Theodor Schwann schuf Schleiden die Grundlagen, auf denen Rudolf Virchow seine Zellularpathologie aufbaute.